# Montego Bay
Montego Bay est une ville et un port de Jamaïque. Elle est située sur la côte nord, dans le comté de Cornwall. Sa population s'élevait à 110 115 habitants en 2011, (en augmentation car de 83 200 en 2002).

## Histoire

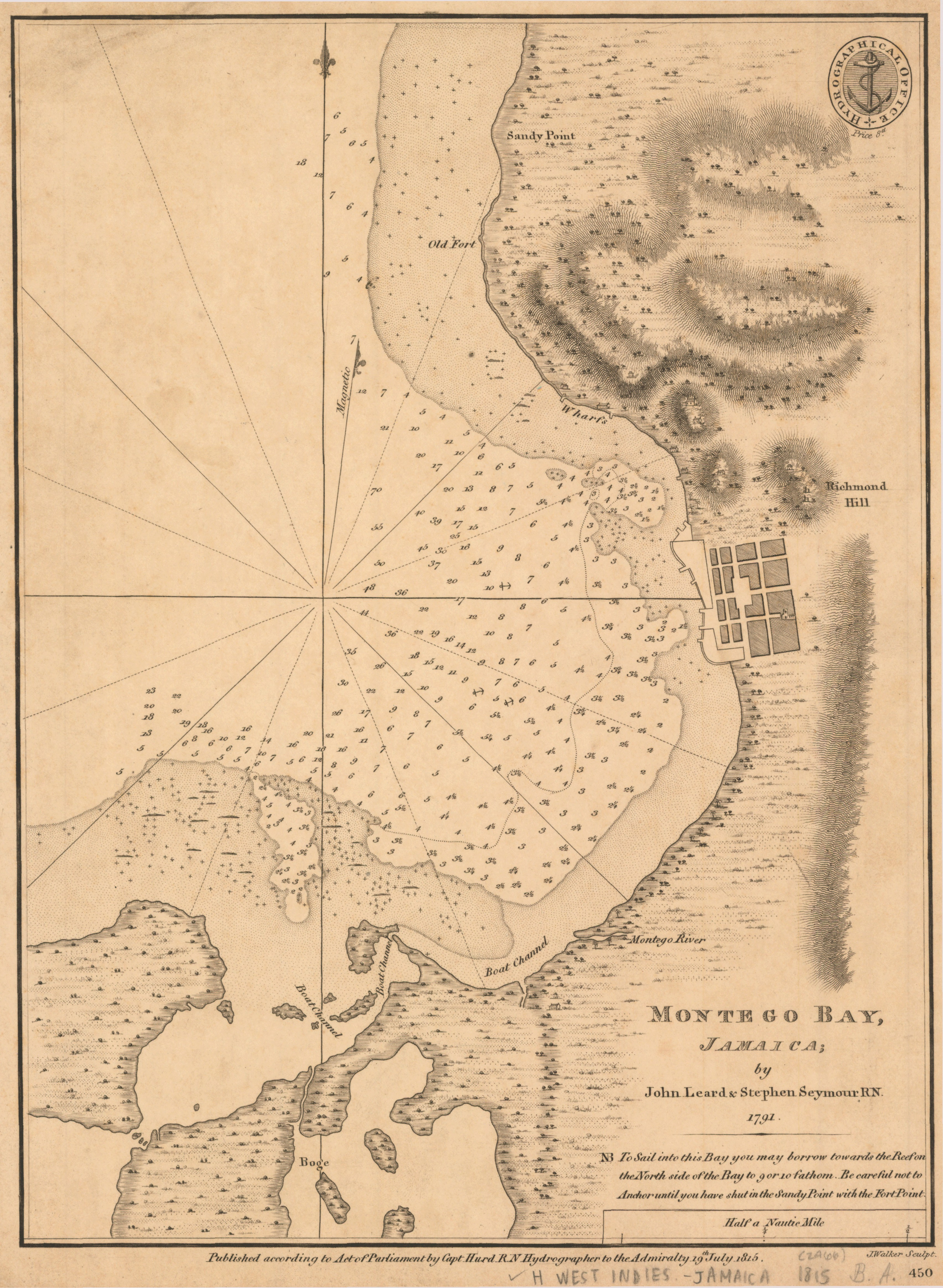
Carte d'amirauté de la baie de Montego en 1815.

### La plantation Rose Hall
À Montego Bay se trouve la Plantation Rose Hall (en), vaste exploitation agricole sucrière de 650 hectares, qui comptait 250 esclaves. Elle s'est d'abord appelé Plantation Palmyra, jusqu'à son rachat par John Palmer qui lui donne le nom de sa femme Rosa. La maison du maître est un manoir de style géorgien construit en 1770.

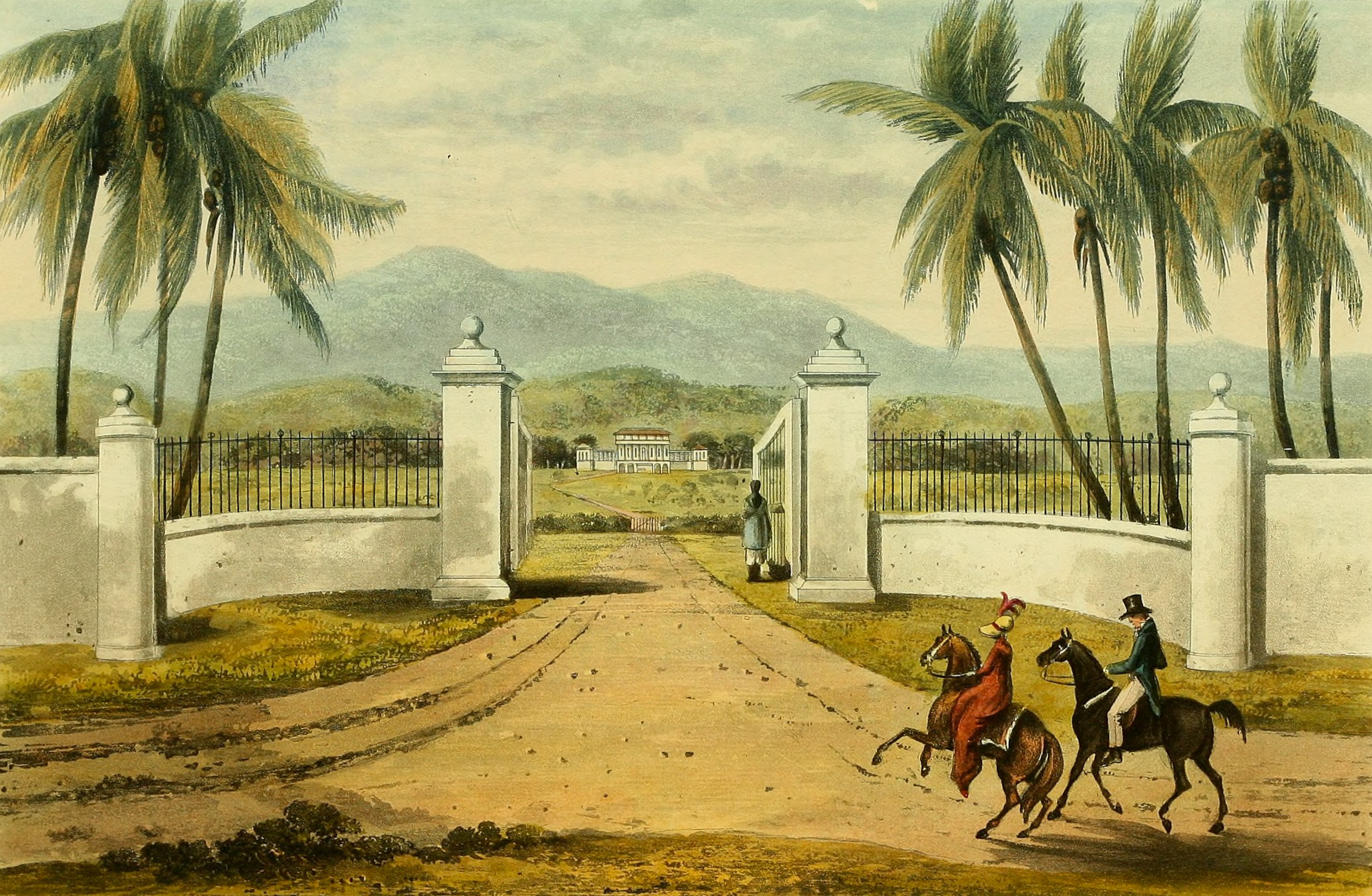
Entrée de la plantation en 1820.
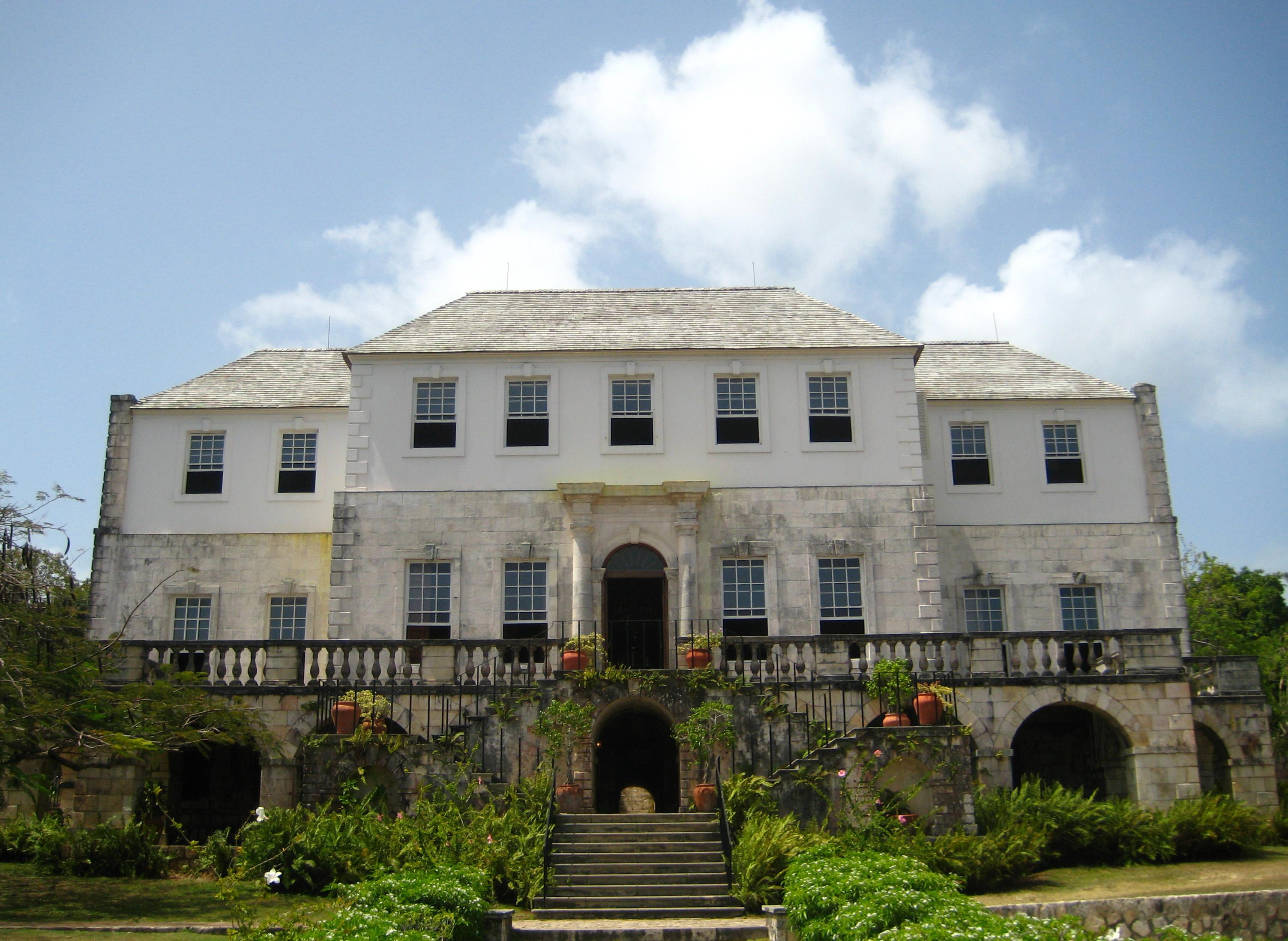
La maison du maître en 2013.
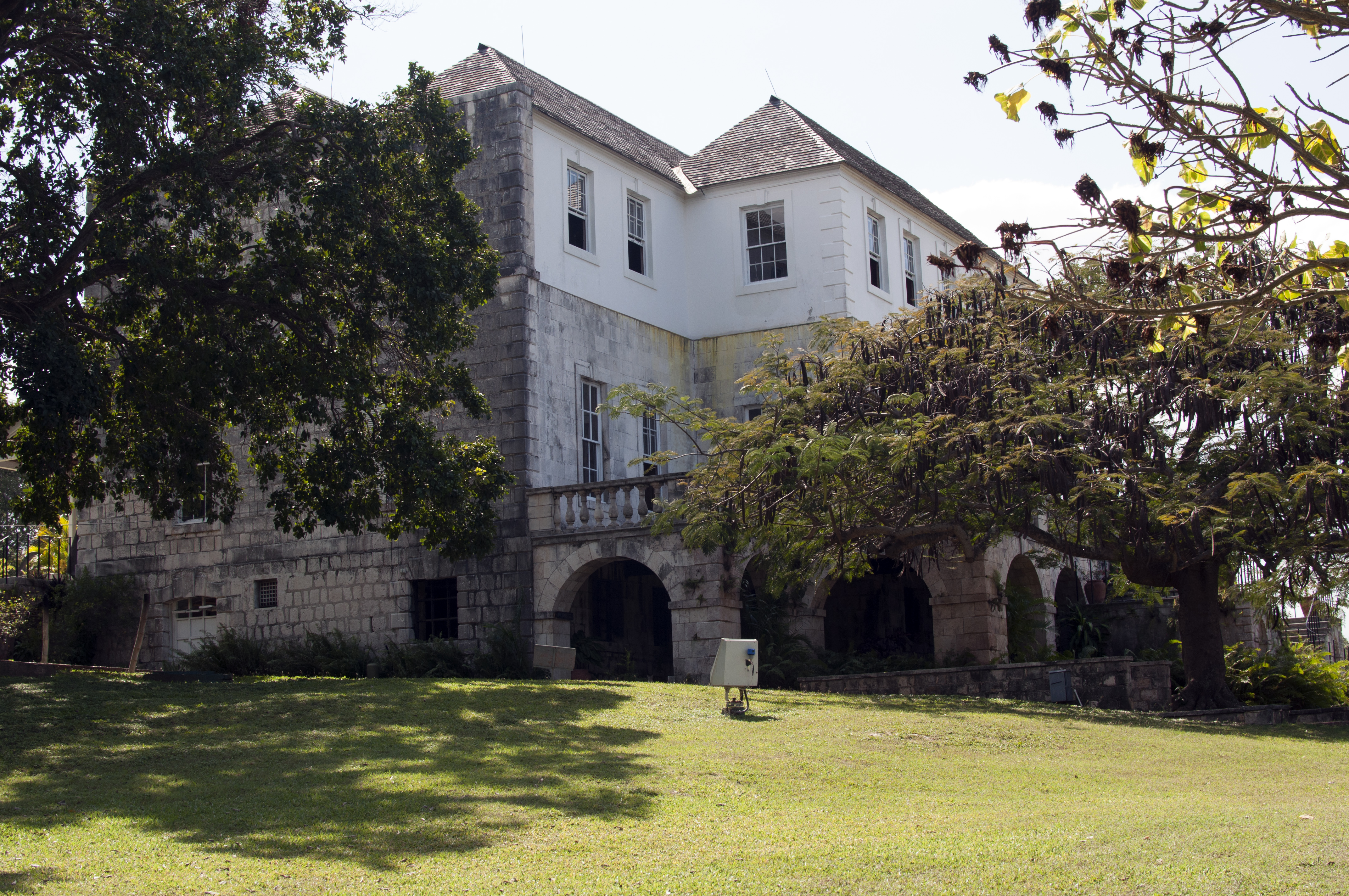
La maison du maître en 2013.

### Lieu d'accueil de grands événements
C'est à Montego Bay qu'a été signée le 10 décembre 1982 la Convention des Nations unies sur le droit de la mer.
En 2011, la ville accueille les Jeux de la Caribbean Free Trade Association.

## Équipements

### Aéroport international Donald Sangster
Montego Bay possède un aéroport international Donald Sangster, code AITA : MBJ, code OACI : MKJS desservi par la compagnie Air Jamaica. C'est le plus grand aéroport de Jamaïque.

### Port

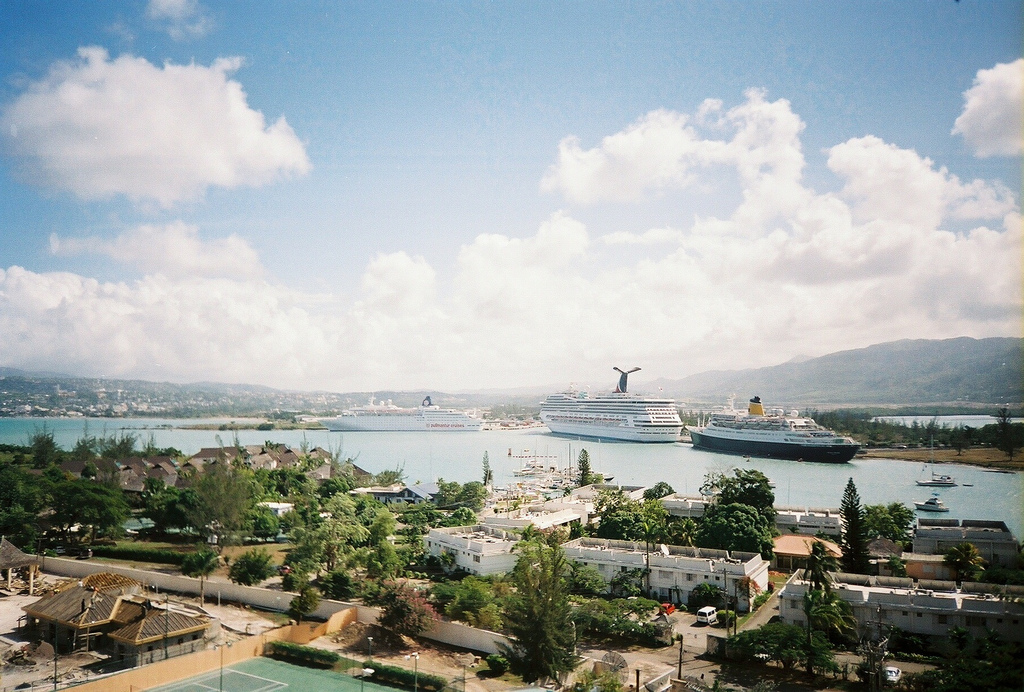
Navires de croisière dans le port de Montego Bay.

### Musée national de Montego Bay

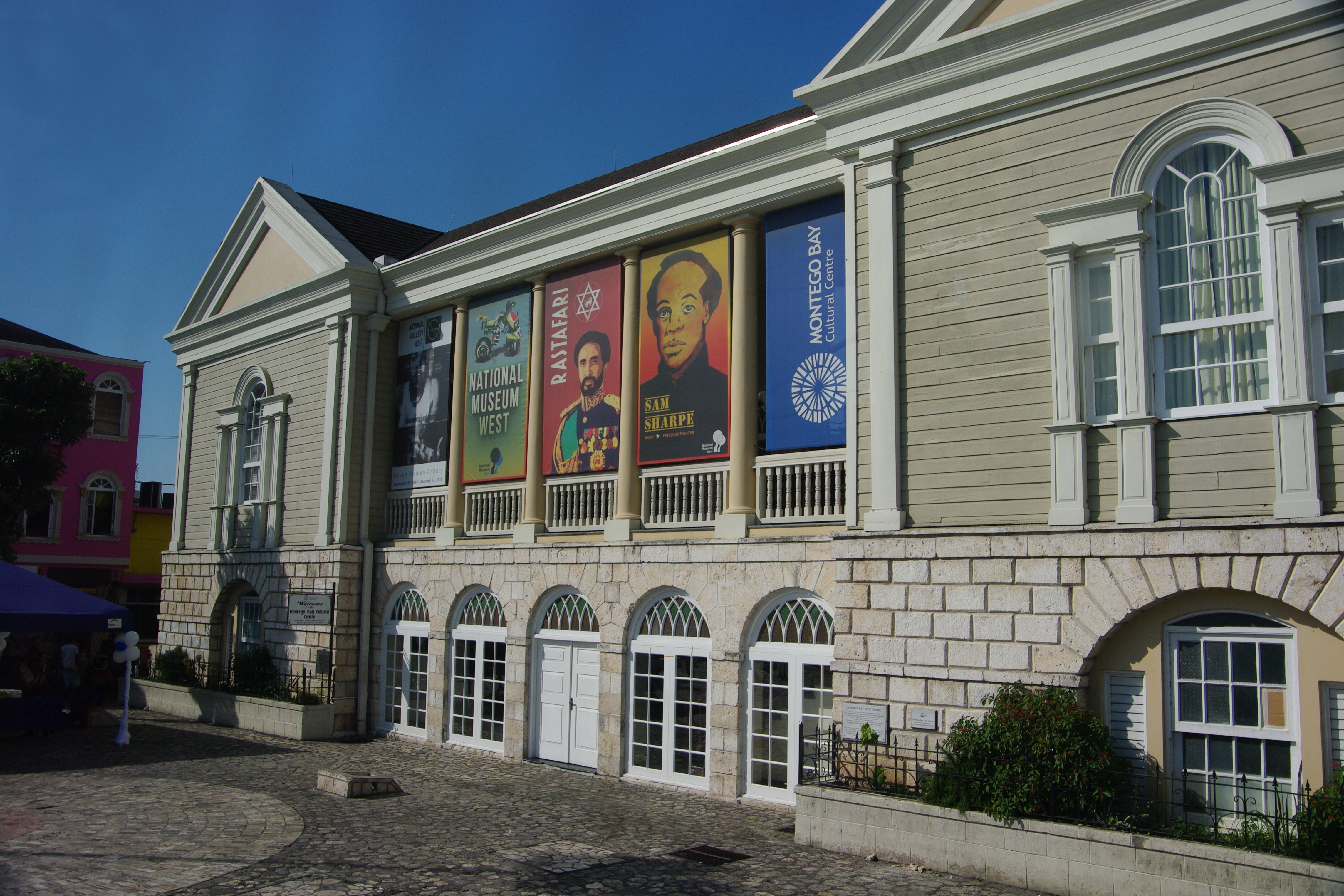
Montego Bay National Museum.

## Économie

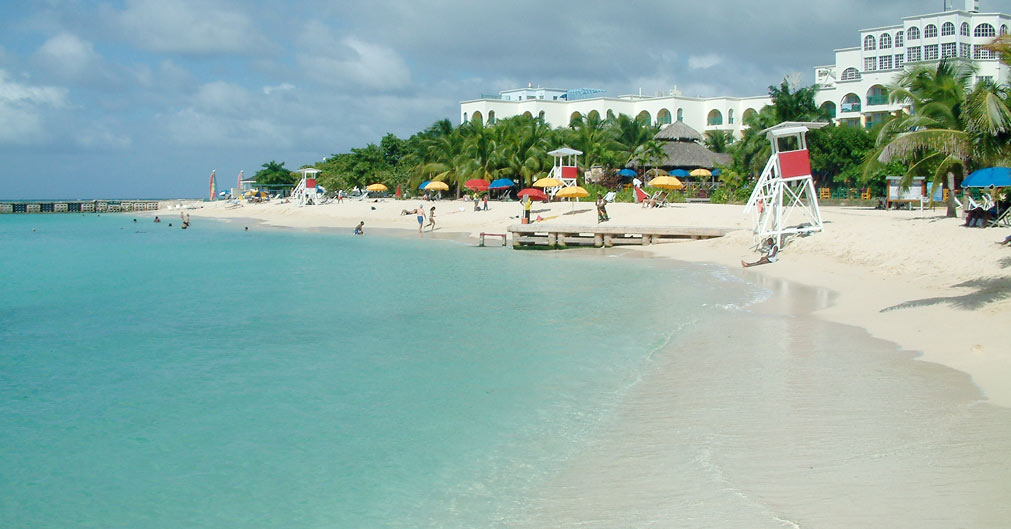
Le Doctor's Cave Beach Club à Montego Bay

Grâce à son aéroport international, Montego Bay est devenue une ville très touristique, notamment pour sa plage qui est une des plus fameuses de Jamaïque. Elle est très appréciée pour son eau bleu turquoise et son sable blanc.

## Personnalités liées à la commune
- Samuel Sharpe, esclave qui a mené la Grande révolte de 1831.
- Violet Brown (1900-2017) ancienne doyenne de l’humanité.
- Kenneth Baugh (1941-2019), homme politique.
- Rose Hudson-Wilkin (1961-), prêtresse anglicane.
- Safiya Sinclair (en) (1984- ) poète et mémorialiste[3].

## Galerie

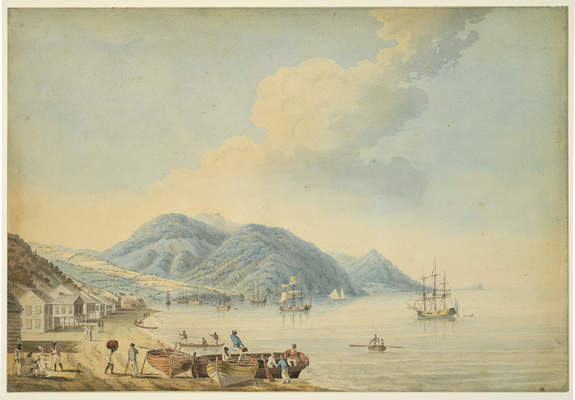
Entre 1780 et 1800. Peinture de Nicholas Pocock.
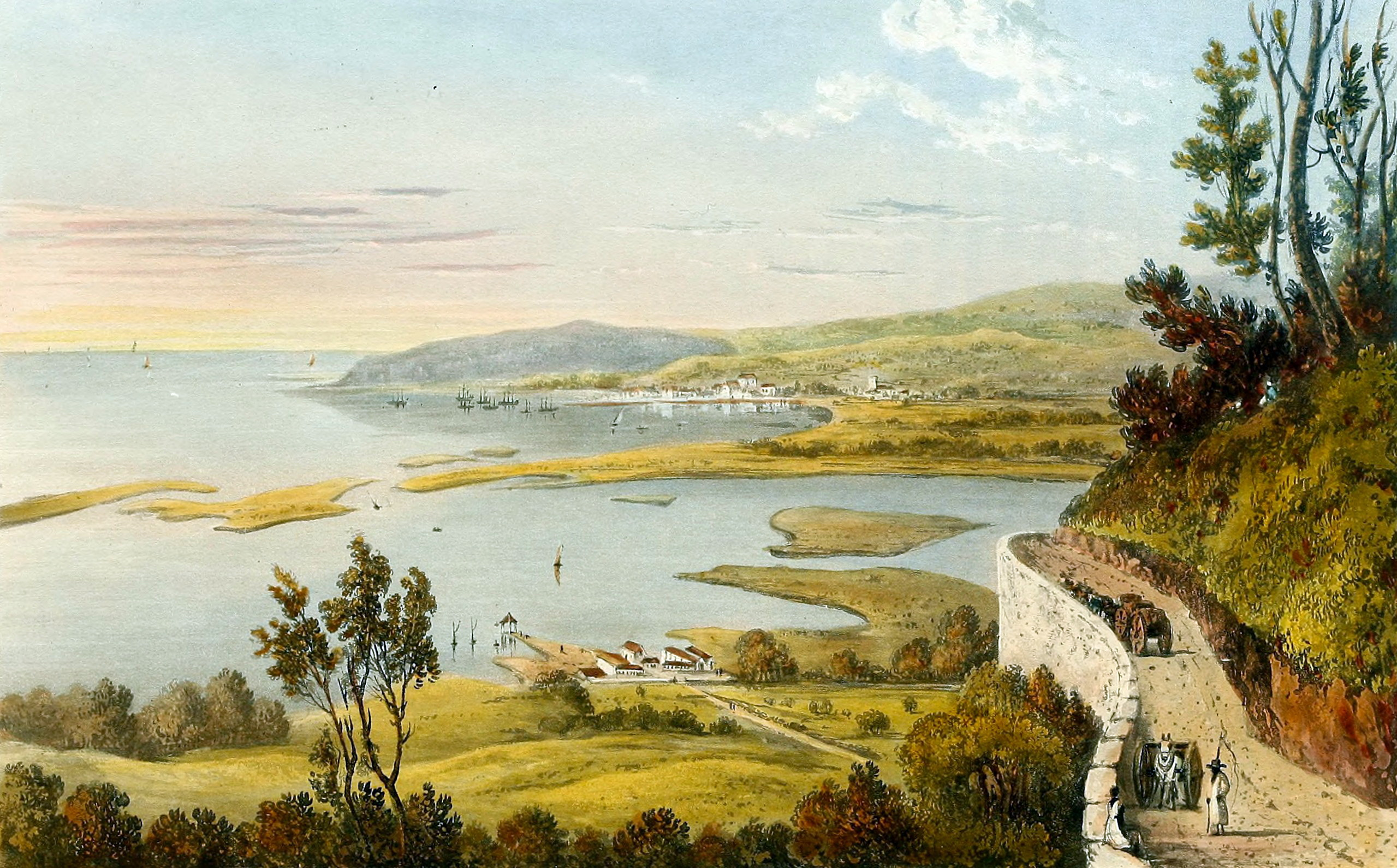
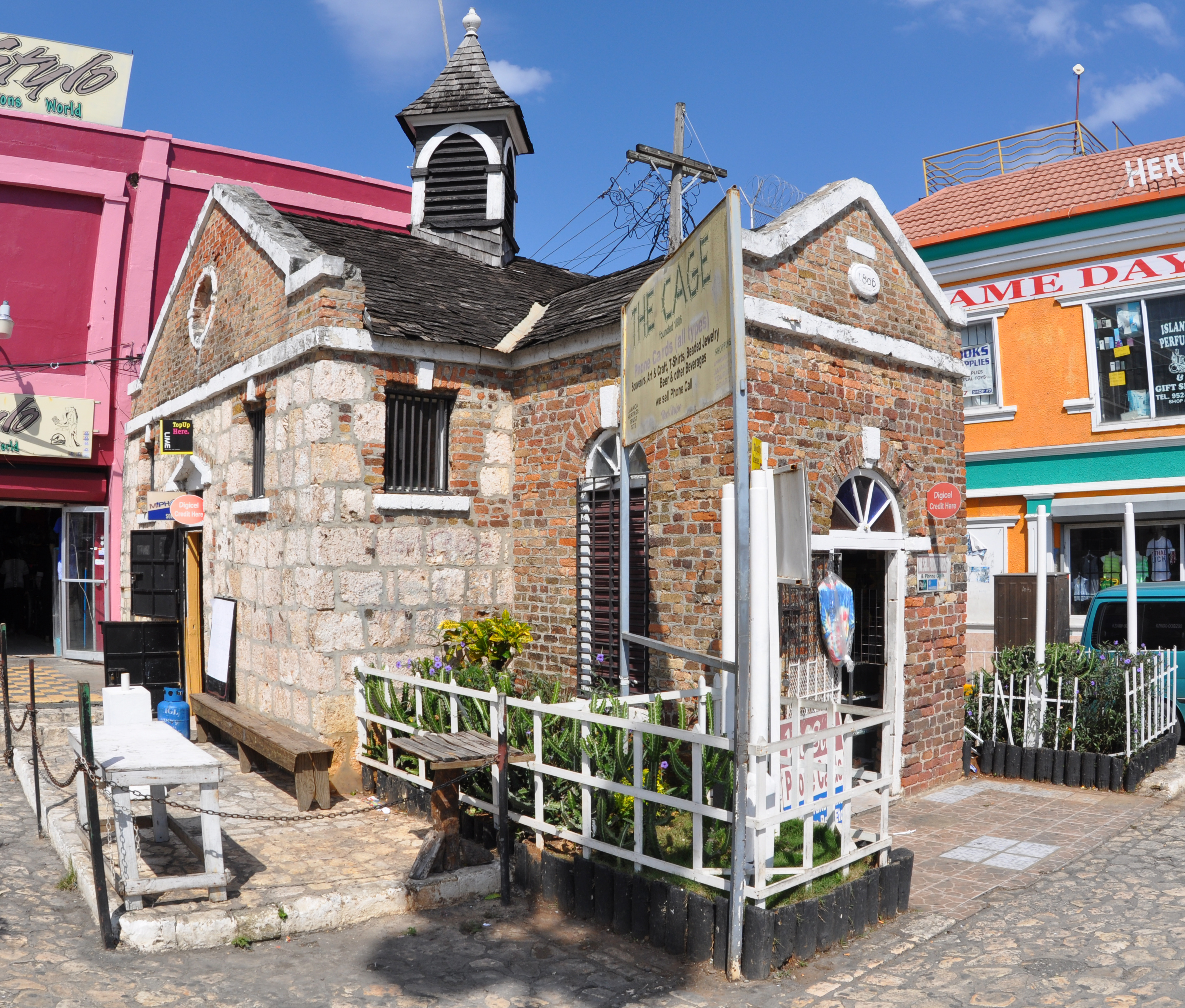
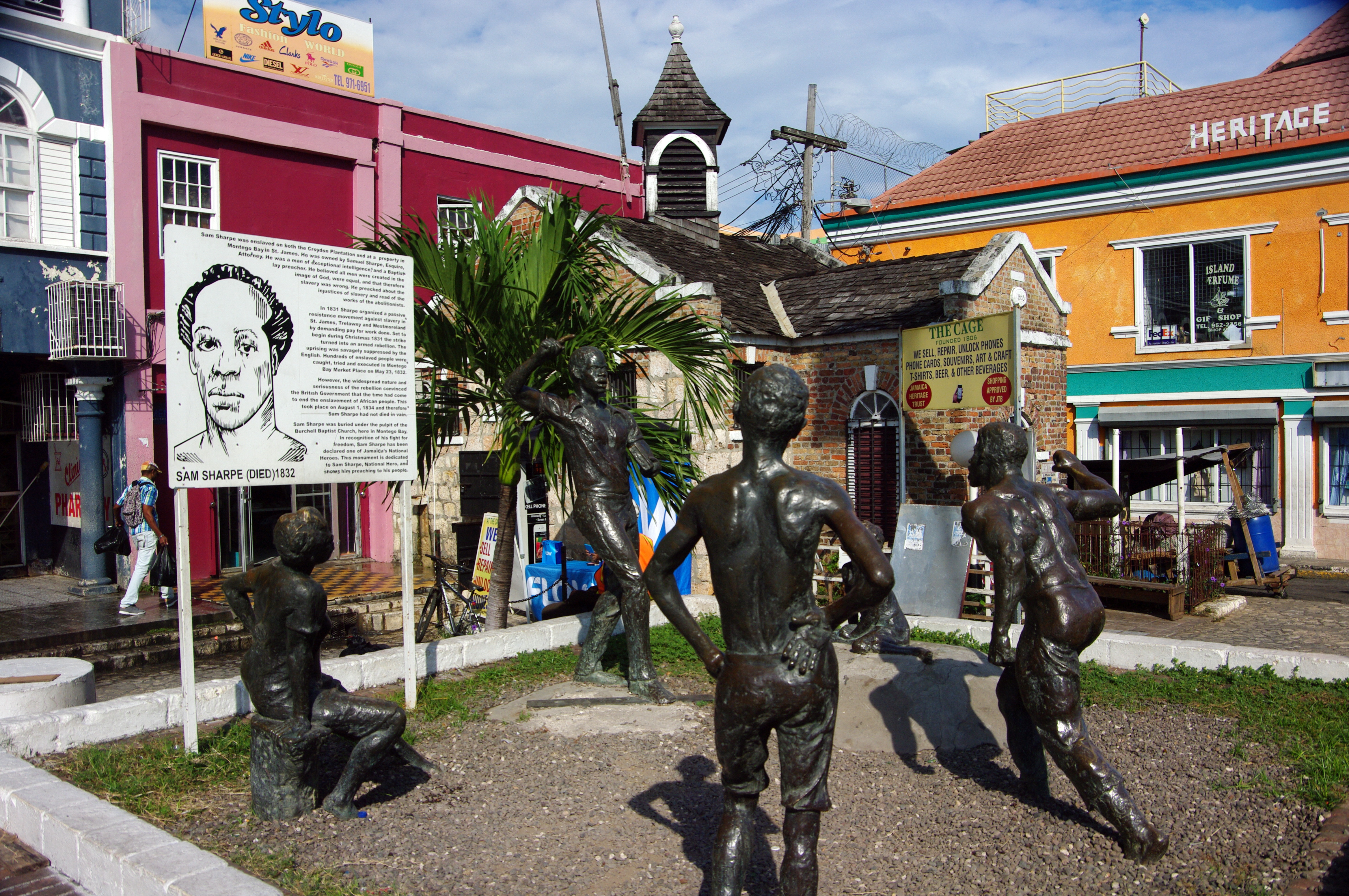
Monument à Sam Sharpe, chef de la Grande révolte des esclaves jamaïcains en 1831.
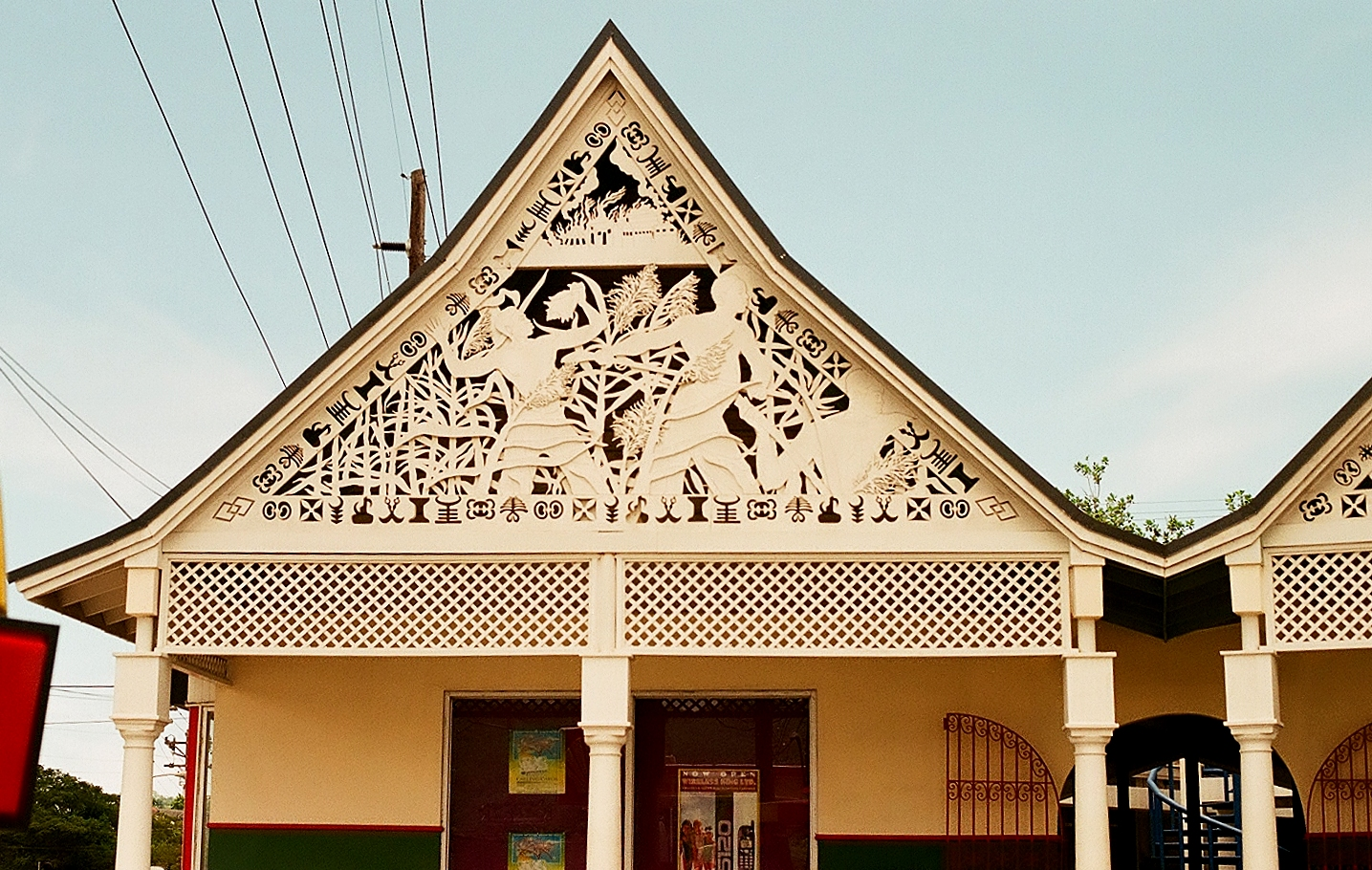
Hommage architectural à Sam Sharpe.
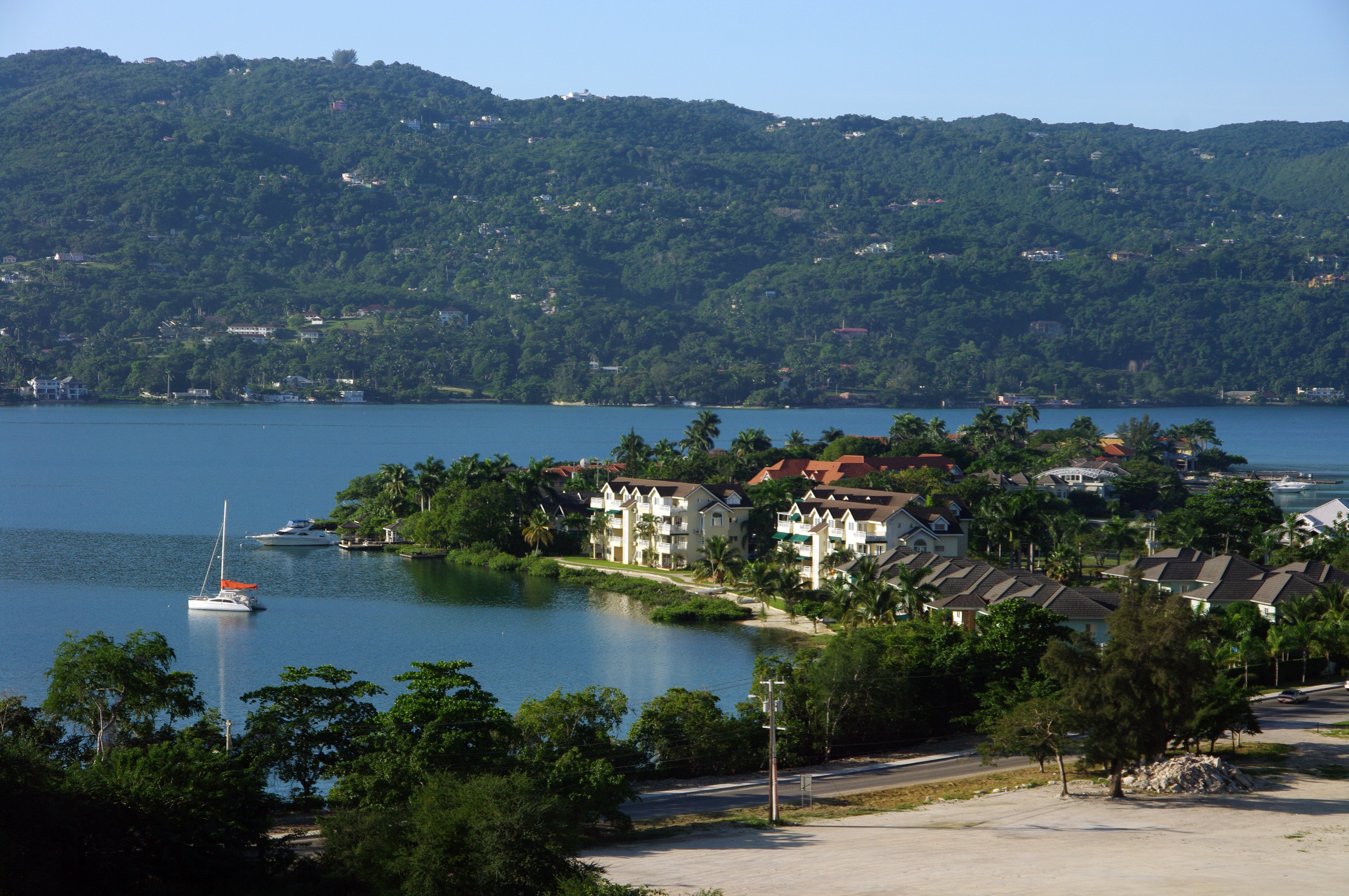
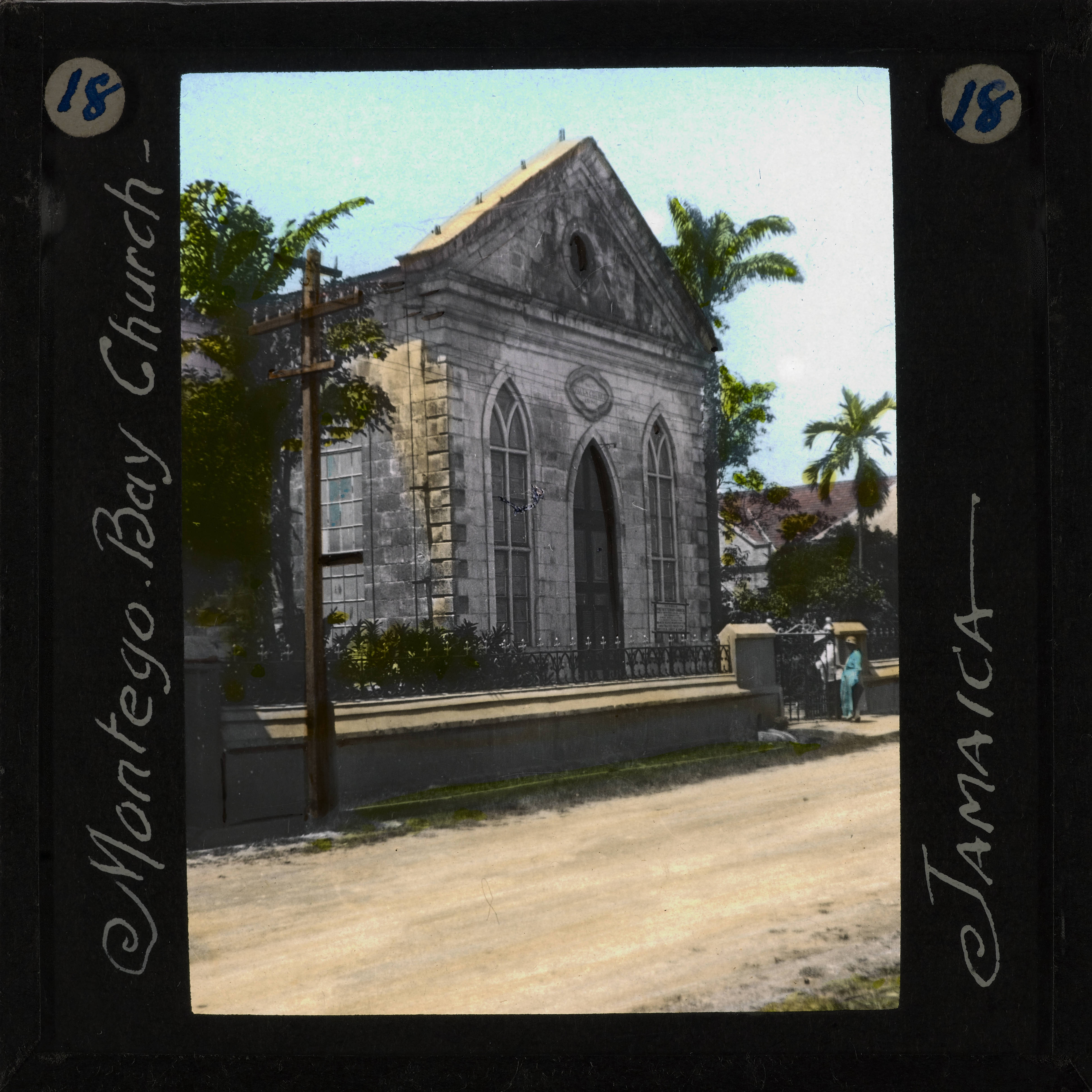
Église Saint-Paul.
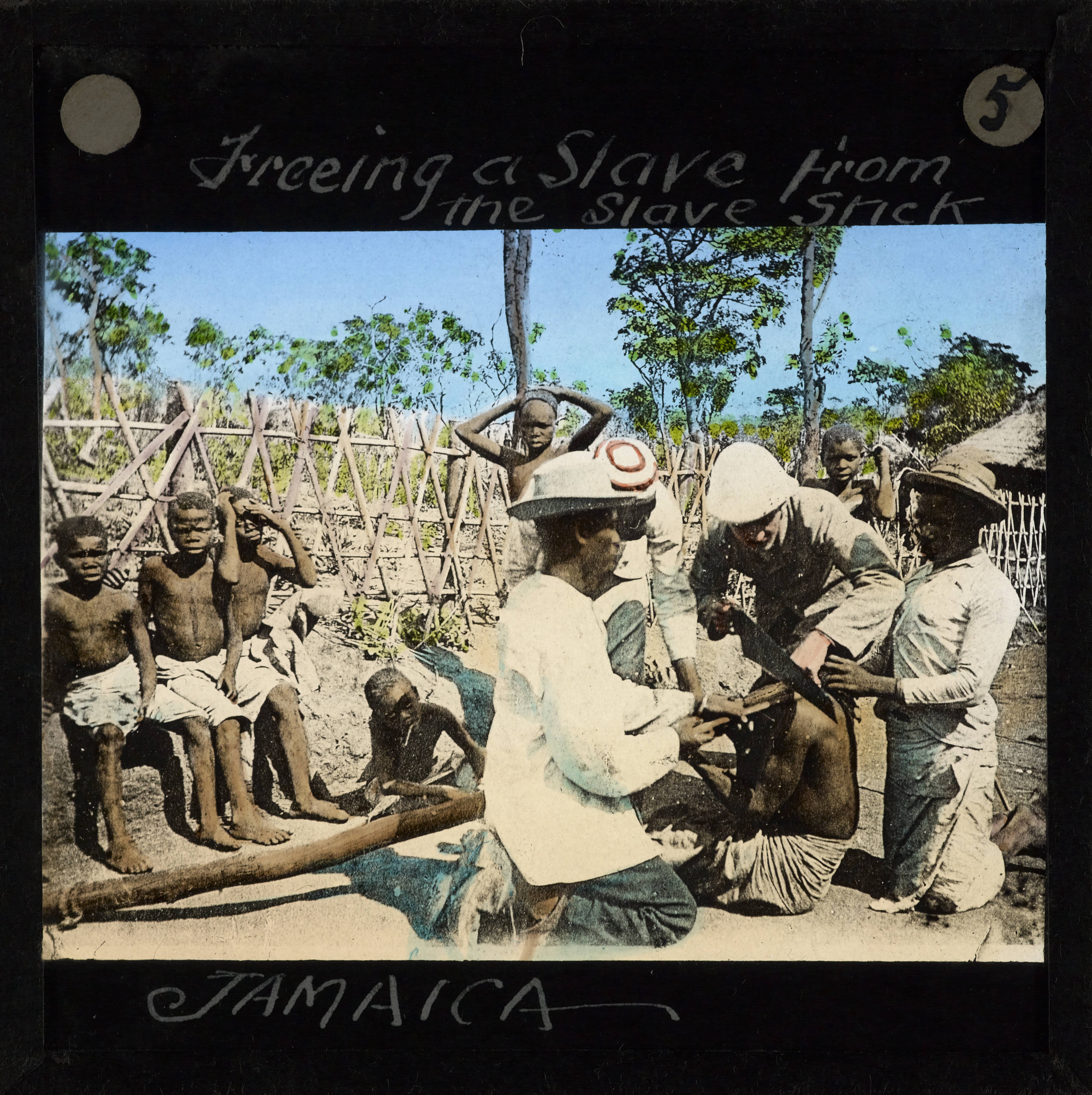
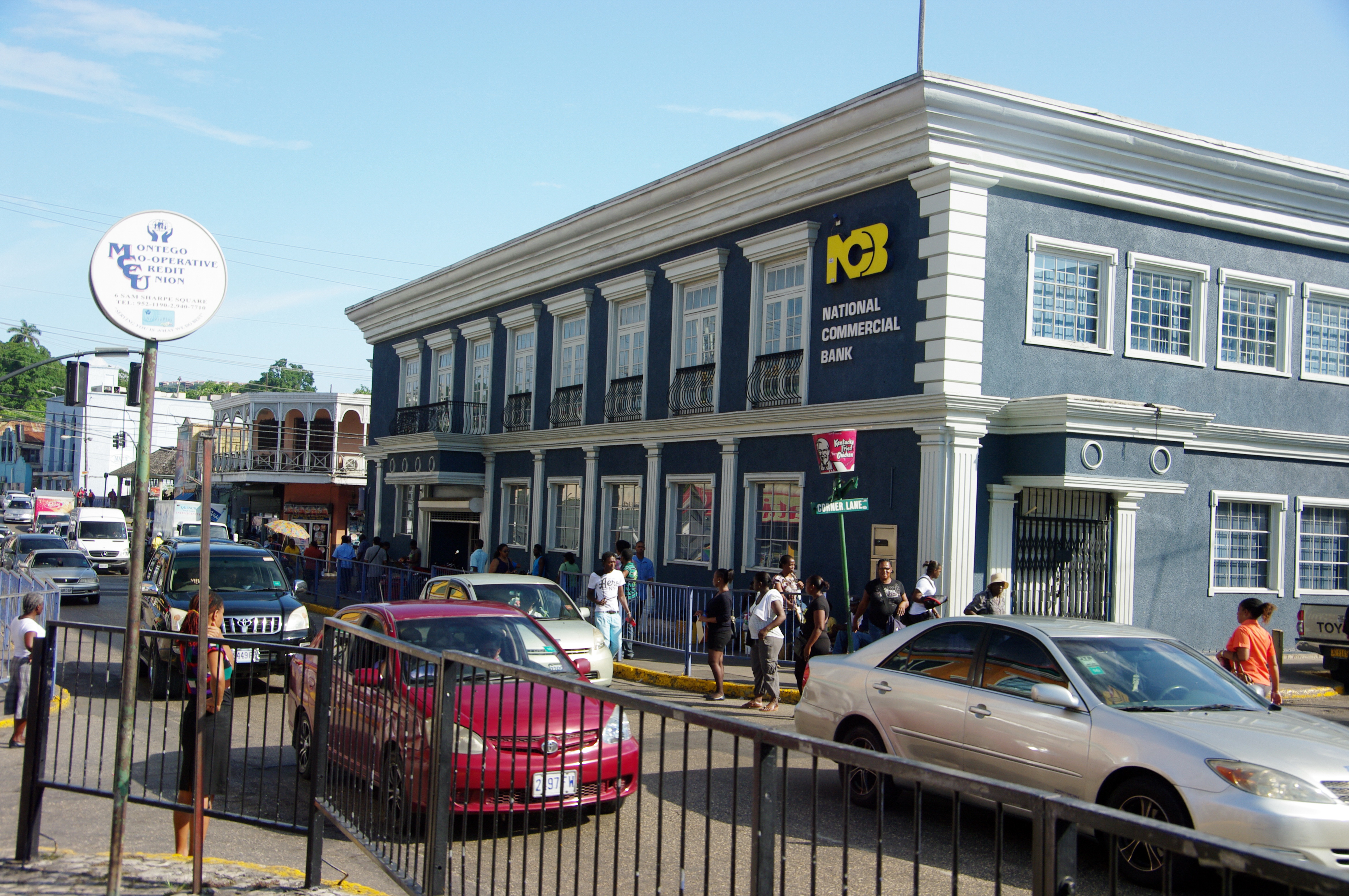
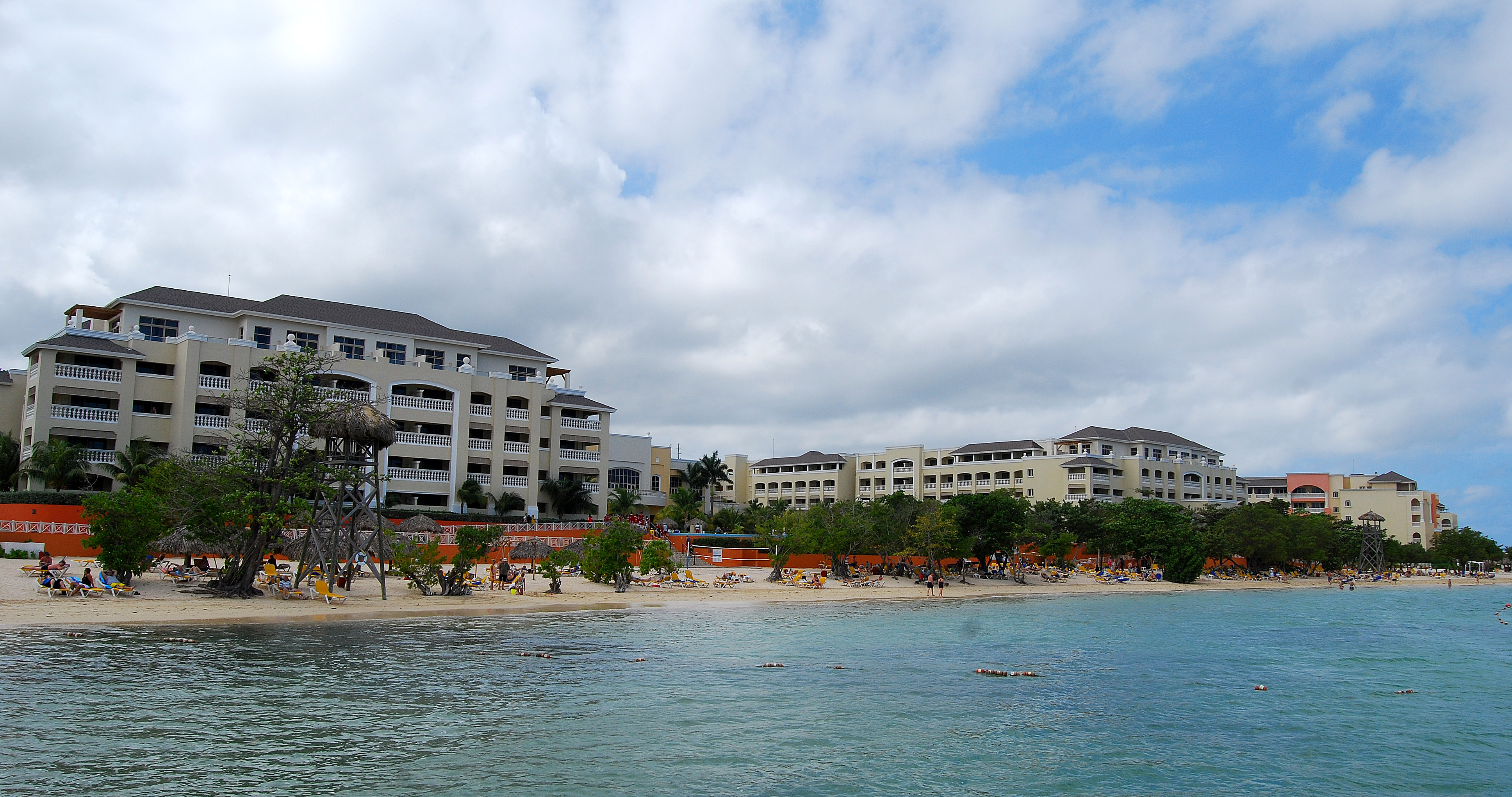
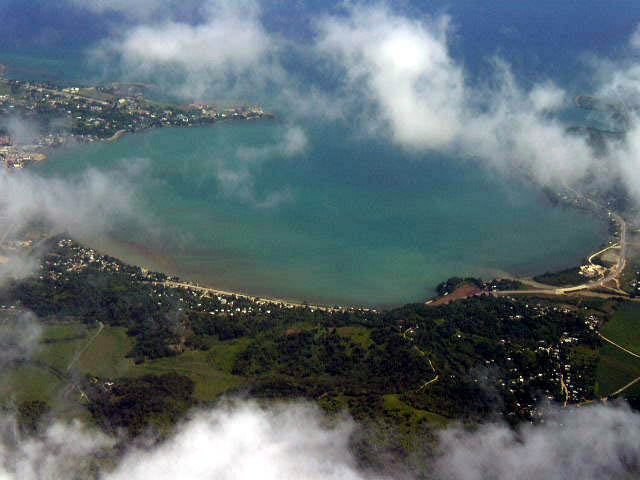
La baie de Montego vue du ciel.